# Primaluna
Primaluna is een gemeente in de Italiaanse provincie Lecco (regio Lombardije) en telt 2016 inwoners (31-12-2004). De oppervlakte bedraagt 22,8 km², de bevolkingsdichtheid is 87 inwoners per km².

## Demografie
Primaluna telt ongeveer 780 huishoudens. Het aantal inwoners steeg in de periode 1991-2001 met 13,0% volgens cijfers uit de tienjaarlijkse volkstellingen van ISTAT.
| Jaar | Inwoneraantal |
| ---- | ------------- |
| 1991 | 1695          |
| 2001 | 1916          |

## Geografie
Primaluna grenst aan de volgende gemeenten: Casargo, Cortenova, Crandola Valsassina, Esino Lario, Introbio, Pasturo, Premana.